# Pelargoderus stellatus
Pelargoderus stellatus là một loài bọ cánh cứng trong họ Cerambycidae.